# Hrudkî, Kamin-Kașîrskîi
Hrudkî (în ucraineană Грудки) este o comună în raionul Kamin-Kașîrskîi, regiunea Volînia, Ucraina, formată numai din satul de reședință.

## Demografie
Componența lingvistică a satului Hrudkî
     Ucraineană (99,73%)
     Alte limbi (0,26%)
Conform recensământului din 2001, majoritatea populației satului Hrudkî era vorbitoare de ucraineană (99,73%), existând în minoritate și vorbitori de alte limbi.